# Трихостронгилоидоз
Трихостронгилоидоз (Trichostrongyloidosis, трихостронгилёз) — хронически протекающий гельминтоз из группы нематодозов, проявляющийся преимущественным поражением тонкого кишечника, в тяжелых случаях гипохромной анемией.

## Этиология. Эпидемиология
Для человека патогенны несколько видов трихостронгилоидид Trichostrongylus colabriformis (Giles, 1892, Ranson, 1911), Т. oxei (Codbold,1879, Henry, 1909), Т. orientalis (Jumbo, 1914) и др. Это раздельнополые геогельминты длиной 0,5 см, самка которых откладывает яйца, содержащие от 8 до 24 шаров деления. Яйца выделяются во внешнюю среду с фекалиями, где через 1-3 суток вылупляются рабдитовидные личинки. После двукратной линьки они превращаются в инвазионные филяриевидные. Такая проглоченная личинка через 3 недели превращается в зрелого паразита, продолжительность жизни которого свыше 8 лет.
Заражение человека происходит при употреблении в пищу немытых овощей и зелени (особенно если в качестве удобрения использовались нечистоты), а также через загрязненные руки.
Заболевание распространено в Австралии, Северной Америке, странах Азии, Африки. В странах СНГ чаще всего регистрируется в горных районах Армении и Азербайджана, в России — в Центральном районе и на Дальнем Востоке.

## Патогенез
Чаще всего инвазия протекает бессимптомно. В других случаях наблюдаются слабость, недомогание, головные боли, боли в животе, тошнота, расстройство стула, иногда — признаки желчной колики. Наблюдаются гипохромная анемия, эозинофилия, редко — резкий эозинофильный лейкоцитоз.
При массивном заражении выявляются симптомы дуоденита и еюнита (воспаление тощей кишки), боли в верхней половине живота, урчание, наклонность к диарее, тошнота, рвота. Отмечается бледность кожи и слизистых оболочек, иногда похудение.
Прогноз благоприятный.